# Ишиклар
Ишиклар (на турски: Işıklar), е село в Източна Тракия, Турция, Вилает Родосто, околия Сюлейманпаша.

## География
Ишиклар е разположено на 24 километра югозападно от Родосто.

## История
Според статистиката на професор Любомир Милетич в 1912 година в Ишиклар живеят 900 гръцки семейства.